# Championnat de Tchéquie féminin de basket-ball
Le championnat de République tchèque de basket-ball féminin (en tchèque Ženská basketbalová liga) est une compétition de basket-ball qui représente en République tchèque le sommet de la hiérarchie du basket-ball féminin. Elle est organisée par la Fédération de République tchèque de basket-ball. 
Le championnat de République tchèque de basket-ball existe depuis 1992.

## Historique
Lors de la saison 2013-2014, Prague remporte le championnat et les play-offs en finissant la saison invaincu (41 victoires) et remporte de surcroît la Coupe de République tchèque.

## Palmarès
- 1992-1993 : USK Prague
- 1993-1994 : USK Prague
- 1994-1995 : USK Prague
- 1995-1996 : IMOS Žabovřesky
- 1996-1997 : IMOS Žabovřesky
- 1997-1998 : IMOS Gambrinus Žabovřesky
- 1998-1999 : IMOS Gambrinus Žabovřesky
- 1999-2000 : Gambrinus Brno
- 2000-2001 : Gambrinus Brno
- 2001-2002 : Gambrinus Brno
- 2002-2003 : Gambrinus Brno
- 2003-2004 : Gambrinus Brno
- 2004-2005 : Gambrinus Brno
- 2005-2006 : Gambrinus Brno
- 2006-2007 : Gambrinus Brno
- 2007-2008 : Gambrinus Brno
- 2008-2009 : USK Prague
- 2009-2010 : Gambrinus Brno
- 2010-2011 : USK Prague
- 2011-2012 : USK Prague
- 2012-2013 : USK Prague
- 2013-2014 : USK Prague
- 2014-2015 : USK Prague
- 2015-2016 : USK Prague
- 2016-2017 : USK Prague
- 2017-2018 : USK Prague
- 2018-2019 : USK Prague[2].

## Bilan par club
| Club           | Titres | Saisons                                                                            |
| -------------- | ------ | ---------------------------------------------------------------------------------- |
| Gambrinus Brno | 14     | 1996, 1997, 1998, 1999, 2000, 2001, 2002, 2003, 2004, 2005, 2006, 2007, 2008, 2010 |
| USK Prague     | 12     | 1993, 1994, 1995, 2009, 2011, 2012, 2013, 2014, 2015, 2016, 2017, 2018             |